# Nebulosa de Órion
A nebulosa de Órion ou nebulosa de Orião, também descrita como M42 ou NGC 1976, de acordo com a nomenclatura astronômica, é uma nebulosa difusa que se encontra entre 1500 e 1800 anos-luz do Sistema Solar, e situada a sul do Cinto de Órion. Foi descoberta por Nicolas-Claude Fabri de Peiresc em 1610 (anteriormente havia sido classificada como estrela - Theta Orionis). Existem muitas outras (fracas) nebulosas ao redor da nebulosa Orion e existem muitas formações de estrelas na região. A nebulosa Orion é, provavelmente, a nebulosa mais ativamente estudada do céu. O seu nome provém da sua localização na constelação Orion. Possui 25 anos-luz de diâmetro, uma densidade de 600 átomos/cm³ e temperatura de 70 K. Trata-se de uma região de formação estelar: em seu interior as estrelas estão nascendo e começando a brilhar constantemente. Há uma enorme concentração de poeira estelar e de gases nessa região, o que sugere a existência de água, pela junção de hidrogênio e oxigênio.
É uma das nebulosas mais brilhantes, e pode ser observada a olho nu sobre o céu noturno. Fica a 1 270±76 anos-luz da Terra, e possui um diâmetro aproximado de 24 anos-luz. Os textos mais antigos denominam-na Ensis, palavra latina que significa "espada", nome que também recebe a estrela Eta Orionis, que desde a Terra se vê muito próxima à nebulosa.
A nebulosa de Órion é um dos objetos astronômicos mais fotografados, examinados, e investigados. Dela obteve-se informação determinante a respeito da formação de estrelas e planetas a partir de nuvens de poeira e gás em colisão. Os astrônomos observaram nas suas entranhas discos protoplanetários, anãs castanhas, fortes turbulências no movimento de partículas de gás e efeitos fotoionizantes perto de estrelas muito massivas próximas à nebulosa.

## Informação geral
A nebulosa de Órion faz parte de uma imensa nuvem de gás e poeira chamada Nuvem de Órion, que se estende pelo centro da constelação de Órion e que contém também o anel de Barnard, a nebulosa cabeça de cavalo, a nebulosa De Mairan, a Messier 78, e a nebulosa da Chama. Formam-se estrelas ao longo de toda a nebulosa, depreendendo grande quantidade de energia térmica, e por isso o espectro predominante é o infravermelho.
A nebulosa de Órion é uma das poucas nebulosas que podem ser observadas a olho nu, até mesmo em lugares com certa poluição luminosa. Trata-se do ponto luminoso situado no centro da região da Espada (as três estrelas situadas a sul do cinto de Órion). A simples vista, a nebulosa aparece desbotada; entretanto, com telescópios simples ou simplesmente com binóculos, a nebulosa observa-se com nitidez.
A nebulosa de Órion contém um aglomerado estelar aberto de recente formação denominado cúmulo do Trapézio, devido ao asterismo das suas quatro estrelas principais. Duas delas podem ser observadas como estrelas binárias em noites com pouca perturbação atmosférica. As estrelas do cúmulo do Trapézio acabam de se formar, são muito novas, e fazem parte de um massivo aglomerado estelar com uma massa calculada em 4500 massas solares dentro de um rádio de 2 parsecs chamado Cúmulo da Nebulosa de Órion, um agrupamento de aproximadamente 2000 estrelas e com um diâmetro de 20 anos-luz. Este cúmulo poderia ter conteúdo faz 2 milhões de anos a várias estrelas fugitivas, entre elas AE Aurigae, 53 Arietis, ou Mu Columbae, que se movem atualmente com velocidades próximas aos 100 km/s.
Os observadores aperceberam-se de que a nebulosa possui zonas verdosas, além de algumas regiões vermelhas e outras azuladas. A tonalidade vermelha é explicada pela emissão de uma combinação de linhas de radiação do hidrogênio, Hα, com um comprimento de onda de 656,3 nanômetros. A cor azul-violeta é o reflexo da radiação das estrelas de tipo espectral O (muito luminosas e de cores azuladas) sobre o centro da nebulosa. A cor verdosa foi uma preocupação para os astrônomos no início do século XX, pois nenhuma das raias espectrais conhecidas podia explicar o fenômeno. Especulou-se que estas linhas eram causadas por um elemento totalmente novo, e este elemento teórico foi chamado de "nebulium". Mais tarde, com maior profundidade no conhecimento da física dos átomos, concluiu-se que tal espectro verdoso era causado pela transição de um elétron sobre um átomo de oxigênio duplamente ionizado. Contudo, este tipo de radiação é impossível de reproduzir nos laboratórios, pois depende de um meio com umas características apenas existentes nas entranhas do espaço.

## História

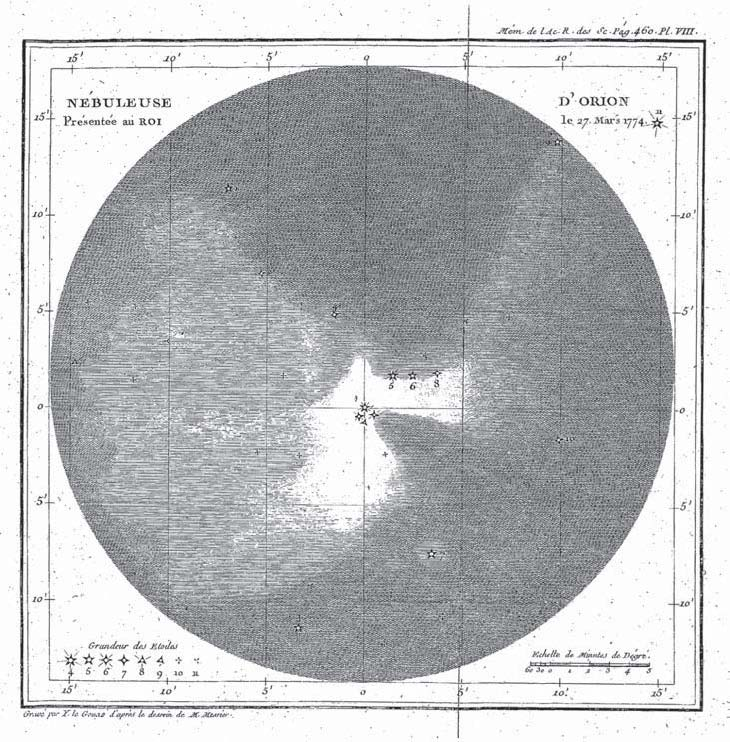
Desenho da nebulosa de Órion realizado por Messier em 1771, publicado no seu trabalho Mémoires de l'Académie Royale.

Num conto popular da cultura maia fala-se sobre uma parte do céu da constelação de Órion, conhecida como Xibalbá. No centro dos seus fogões tradicionais ficava uma mancha muito borrada gerada pelo fogo, que representava a nebulosa de Órion. Trata-se de uma clara evidência de que, antes da invenção do telescópio, os maias já detectaram sobre o céu uma superfície difusa que não se tratava simplesmente de pontos luminosos como as estrelas. É de destaque que até bem entrado o século XVII não se fez a primeira referência astronômica à sua nebulosidade, pois nem Ptolomeu no Almagesto, nem Al Sufi no Livro das Estrelas Fixas se aperceberam dela, apesar de que sim mencionem outras nebulosas. O mesmo fizeram Tycho Brahe, no final do século XVI, e Johann Bayer, em 1603, que a catalogou como a estrela Theta Orionis em sua Uranometria.*** Galileu também não menciona nada a respeito desta nebulosa, até mesmo realizando observações telescópicas na posição onde se encontra a nebulosa entre 1610 e 1617. Por isto, especulou-se que o brilho da nebulosa se incrementou ao surgirem estrelas muito luminosas desde então.
A descoberta da nebulosa de Órion atribui ao astrônomo francês Nicolas-Claude Fabri de Peiresc, como indicam os seus escritos de 1610 Os registros de Peiresc ficaram esquecidos até 1916, finalmente trazidos por Guillaume Bigourdan. Cysatus de Lucerna, um astrônomo jesuita, foi o primeiro a publicar um documento a respeito de tais escritos (embora algo ambíguo) num livro que trata sobre um cometa brilhante, em 1618. A descoberta de Cysatus também não ficou conhecida, foi trazida à tona apenas em 1854 por Rudolf Wolf. O primeiro desenho conhecido da nebulosa de Órion foi feito pelo astrônomo italiano Giovanni Battista Hodierna, que resolveu Theta Orionis em três estrelas, Theta 1, Theta 2A e Theta 2B. Novamente a descoberta caiu no esquecimento e a descoberta da nebulosa foi erroneamente creditada por longo tempo por Christiaan Huygens em 1658, e cujo rascunho foi o primeiro em ser publicado, em 1659.
Foi mais tarde incluída no Catálogo de Seis Nebulosas de Edmond Halley, publicado em 1716, e nos catálogos de Jean-Jacques d'Ortous de Mairan, Jean-Philippe de Chéseaux, Guillaume Le Gentil e Charles Messier, que apercebeu-se da sua existência em 4 de março de 1769, observando também três das estrelas do cúmulo do Trapézio, embora a descoberta destas três estrelas seja atribuída a Galileu em 1617, apesar de não poder observar a nebulosa (possivelmente devido ao limitado campo de visão do seu primitivo telescópio). Charles Messier publicou a primeira edição do seu catálogo de objetos astronômicos em 1774. A nebulosa de Órion foi designada neste catálogo como M42, por ser o objeto número 42 de tal lista em ser descoberto. Foi também o primeiro objeto visto por William Herschel, descobridor de Urano, com seu telescópio de seis pés de abertura, construído por ele mesmo, em 1774, descrevendo a nebulosa 15 anos depois como "uma névoa disforme, o material caótico de futuros sóis". Em 1865, a espectroscopia realizada por William Huggins confirmou o caráter gasoso da nebulosa. Foi a primeira nebulosa a ser fotografada com sucesso em 30 de setembro de 1880, por Henry Draper. Pouco menos de dois anos depois, em 14 de março de 1882, Draper obteve uma segunda fotografia de Órion, de maior qualidade, mais profunda e detalhada, exposta por 137 minutos que também mostra Messier 43.
Em 1902, Vogel e Eberhard descobriram no interior da nebulosa velocidades irregulares, e em 1914 astrônomos da cidade francesa de Marselha usaram um interferômetro para detectar variações na rotação e movimentos irregulares. Campbell e Moore confirmaram estes resultados mediante o uso de um espectrógrafo, demonstrando assim as turbulências do interior da nebulosa.

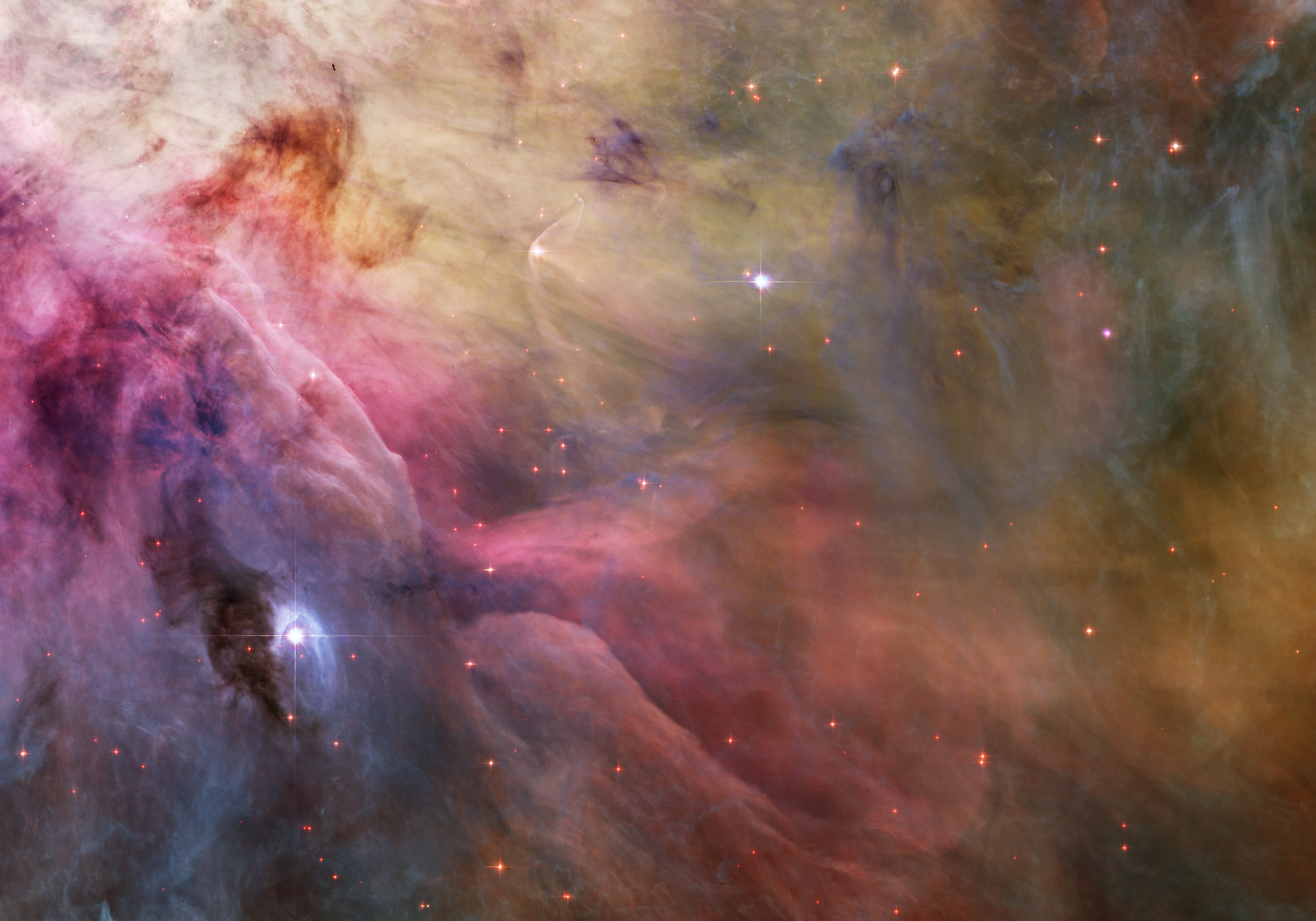
Vista panorâmica da nebulosa de Órion. Imagem tomada pelo Telescópio espacial Hubble em 2006.

Em 1931, Robert J. Trumpler apercebeu-se de que as estrelas desbotadas próximas ao Trapézio formavam um cúmulo, e foi o primeiro a denominar este objeto com o nome de "cúmulo do Trapézio". Baseando-se em tipos espectrais e magnitudes, calculou uma distância de 1800 anos-luz. Este valor era três vezes superior à distância aceite na época, mas é a que mais se aproxima ao valor atual.
Em 1993, o Telescópio espacial Hubble observou pela primeira vez a nebulosa de Órion. Desde então, a nebulosa foi estudada e examinada em profundidade em múltiplas ocasiões, e as imagens obtidas foram empregue para realizar um modelo detalhado da nebulosa em três dimensões.  Discos protoplanetários foram observados em torno de estrelas recém formadas, bem como foram estudados os efeitos destrutivos dos altos níveis de energia ultravioleta provenientes das estrelas mais massivas.
Em 2005, a Câmara avançada para sondagens do Telescópio espacial Hubble tomou a imagem mais detalhada da nebulosa. Para obter a imagem, o telescópio teve de completar 104 órbitas, e capturar cerca de 3 000 estrelas por baixo da 23ª magnitude, incluídas várias anãs castanhas e possíveis anãs castanhas binárias. Um ano mais tarde, uma equipa de cientistas do Telescópio espacial Hubble anunciou a primeira anã marrão binária. Este sistema binário de anãs castanhas encontra-se na nebulosa de Órion e possuem aproximadamente massas de 0,054 massas solares e 0,034 massas solares respectivamente, com um período orbital de 9,8 dias. É de notar que a anã marrão mais massiva das duas é também a menos luminosa.

## Estrutura

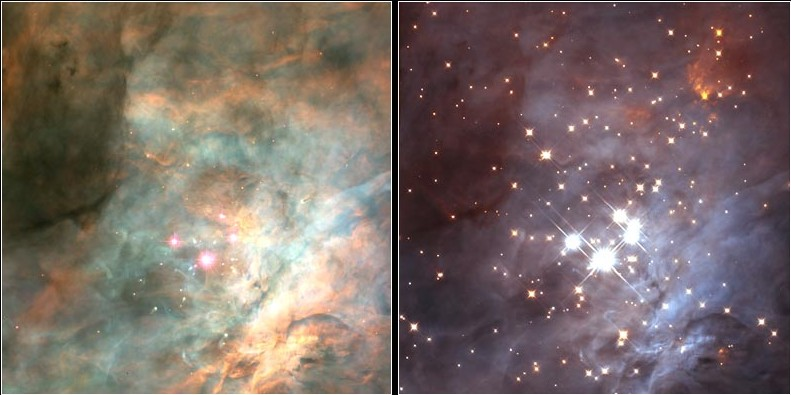
As imagens ópticas revelam nuvens de gás e poeira na nebulosa de Órion. A imagem de infravermelhos (direita) mostra as estrelas de formação recente brilhando na nebulosa. Crédito: C. R. O'Dell-Universidade Vanderbilt, NASA/ ESA.

A nebulosa de Órion abrange uma região de 10º no céu, e contém nebulosas, aglomerados estelares, regiões HII, e nebulosas de reflexão.
A nebulosa forma uma nuvem quase esférica, onde a densidade máxima atinge-se perto do ponto central. A temperatura máxima é de 10 000 K, mas perto da beira exterior a temperatura decai drasticamente. Ao contrário da distribuição de densidade, a nuvem possui velocidades e turbulências muito diferentes em toda a sua extensão, sobretudo nas cercanias da região central. Os movimentos relativos no interior da nuvem atingem velocidades de 10 km/s, enquanto as variações locais chegam a ultrapassar os 50 km/s.
O modelo astronômico atual da nebulosa consiste numa região ionizada, com centro em Theta1 Orionis C, a estrela responsável pela maioria da radiação ultravioleta, pois a sua emissão é quatro vezes mais potente que a segunda estrela mais brilhante, Theta2 Orionis A. Ao redor desta região ionizada, encontra-se uma nuvem de alta densidade, de forma côncava mas muito irregular, com aglomerações de gás no exterior.
Os observadores deram nome a várias facções significativas da nebulosa de Órion. A senda obscura que se estende de norte para a região brilhante foi chamada a "Boca do Peixe". As regiões iluminadas de ambos os lados recebem o nome de "Asas". Existem também outros traços, tais como "A Espada", "A Estocada" ou "A Vela".

## Formação estelar

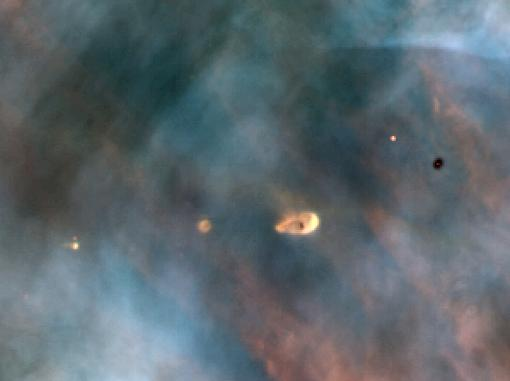
Discos protoplanetários da nebulosa de Órion fotografados pelo Telescópio espacial Hubble da NASA.

A nebulosa de Órion é um exemplo de formação estelar, onde o poeira interestelar forma estrelas à medida que se vão associando devido à atração gravitacional. As observações da nebulosa mostraram aproximadamente 700 estrelas em diferentes etapas de formação.
Observações mais recentes do Telescópio espacial Hubble descobriram que a maior concentração de discos protoplanetários se encontra precisamente na nebulosa de Órion, revelando 150 destes discos, e acredita-se que estão numa fase de formação equivalente às primeira etapas de formação do sistema solar, o que prova que a formação de sistemas solares seja comum no universo. As estrelas formam-se quando o hidrogênio e outros elementos se acumulam numa região HII do espaço, onde se contraem devido à sua própria gravidade. À medida que o gás colapsa, o agrupamento central atrai cada vez a mais partículas, pois a massa vai aumentando, até o gás se esquentar a uma temperatura suficiente para tornar a energia potencial gravitacional em energia térmica. Se a temperatura continuar aumentando, começa um processo de fusão nuclear, ocasionando uma protoestrela. Diz-se que uma protoestrela nasceu quando começa a emitir suficiente energia radioativa como para compensar a sua gravidade e frear o colapso gravitacional.
Normalmente, quando a estrela começa a fusão nuclear, a nuvem de material encontra-se a uma distância considerável. Esta nuvem que rodeia a estrela é o disco protoplanetário da protoestrela, do qual se poderão formar os planetas. Observações infravermelhas recentes mostram que as partículas de poeira destes discos protoplanetários estão crescendo, pelo qual estão começando a formar planetesimais.
Uma vez que a protoestrela entra na sequência principal, é classificada como estrela. Embora a maioria dos discos protoplanetários possa formar planetas, as observações mostram que uma intensa radiação estelar teria destruído qualquer disco protoplanetário que se formasse perto do grupo do Trapézio se estes discos tivessem a mesma idade que as estrelas de baixa massa do cúmulo. Como se observa que os discos protoplanetários se encontram muito próximos do cúmulo do Trapézio, deduz-se que as estrelas formadas por estes discos são muito mais novas que as outras estrelas do cúmulo.

### Efeitos dos ventos estelares
Uma vez formadas, as estrelas da nebulosa emitem um fluxo de partículas carregadas conhecido como vento estelar. As estrelas massivas (tipo OB) e as estrelas novos possuem ventos estelares muito mais fortes que os do Sol. Este vento forma ondas de choque quando se encontra com o gás da nebulosa, dando-lhes forma. As ondas de choque dos ventos estelares jogam um papel muito importante na formação estelar, compactando as nuvens de gás e criando densidades não homogêneas que conduzem para o colapso gravitacional da nuvem.
Existem três tipos diferentes de choques na nebulosa de Órion. Muitos de eles são objetos de Herbig-Haro:
- "Choques de proa": são estacionários, formados quando duas partículas de vapor colidem entre si. Encontram-se perto das estrelas mais quentes da nebulosa, nas quais a velocidade do vento estelar estima-se em milhares de quilômetros por segundo, e nas zonas exteriores da nebulosa, onde as velocidades são de várias dezenas de quilômetros por segundo. Os choques de proa também se podem formar defronte dos jorros estelares, onde o jorro expulsa partículas interestelares;
- Choques de jet: são formados a partir dos jorros de material surgido das estrelas T Tauri de recente formação. Estes vapores viajam a centenas de quilômetros por segundo, tornando-se choques quando impactam sobre qualquer gás estacionário;
- Choques deformados: são similares aos choques de proa. Ocorrem quando os choques de jet impactam sobre gás movimentando-se em contra-direção.

A dinâmica dos gases da nebulosa de Órion é muito complexa, mas em geral tendem a sair e a dirigir-se para a Terra. A grande superfície neutra que se encontra detrás da região ionizada está contraindo-se sob a sua própria gravidade.

## Evolução

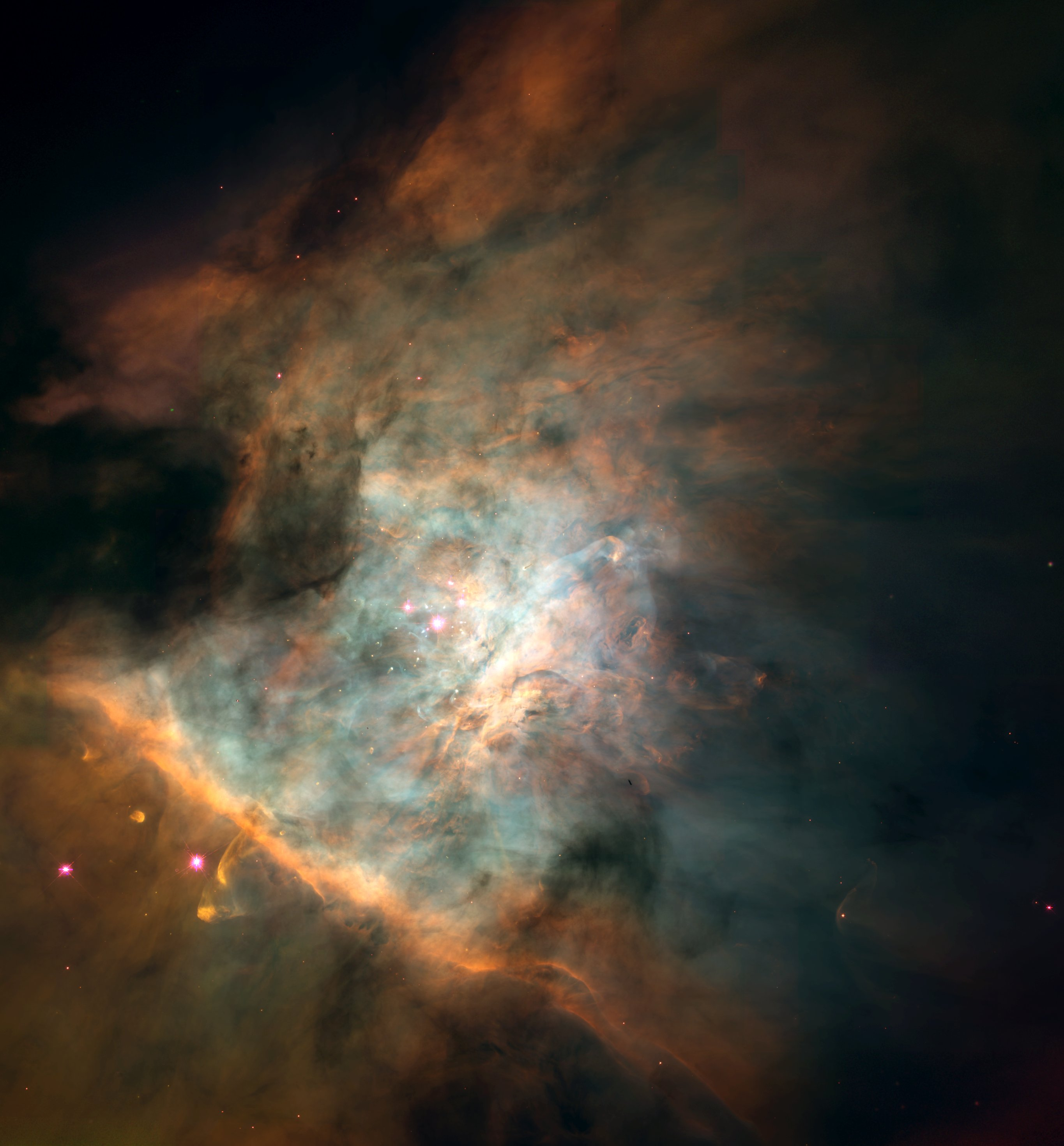
Imagem panorâmica do centro da nebulosa de Órion, fotografada pelo Telescópio Hubble. A imagem abrange 2,5 anos-luz de lado a lado. O cúmulo do Trapézio encontra-se à esquerda do centro. Crédito: NASA/ESA.

Em todas as galáxias, incluída a Via Látea, podem encontrar-se nebulosas como a nebulosa de Órion. Originam-se a partir de pequenos cúmulos de hidrogênio frio e neutro, misturado com traças de outros elementos. Estas nebulosas podem conter centenas de milhares de massas solares e podem medir várias centenas de anos-luz. As forças da gravidade que poderiam obrigar a nuvem a se colapsar são muito pequenas, e estão igualadas devido à pouca pressão que exerce o gás na nuvem.
É possível que, devido a colisões com um braço espiral ou a interações com ondas de choque emitidas por supernovas, os átomos precipitem em moléculas mais pesadas, formando H2 ou CO entre outras muitas moléculas, o que ocasiona uma nuvem molecular. Este é o primeiro passo para a formação de estrelas na nuvem, que surgirão num período de 10-30 milhões de anos, pois a região deve passar pela instabilidade de Jeans e o gás desestabilizado colapse criando discos. O disco concentra-se no núcleo para formar uma estrela, que poderia ser rodeada por um disco protoplanetário. Este é o estado atual da nebulosa, com estrelas ainda formando-se a partir de nuvens moleculares colapsadas. As estrelas mais novas e brilhantes que se podem observar na nebulosa de Órion têm menos de 300 mil anos, e a mais brilhante de todas apenas 10 mil anos.
Algumas destas estrelas colapsadas podem tornarem-se muito massivas, e emitir grandes quantidades de radiação ultravioleta ionizante. Um exemplo disto pode-se observar no cúmulo do Trapézio: com o tempo, a luz ultravioleta proveniente das estrelas massivas do centro da nebulosa pode expulsar o gás e poeira que a rodeia num processo denominado fotoevaporação. Este processo é o responsável pela criação da cavidade interior da nebulosa, permitindo assim as estrelas do núcleo ser visíveis desde a Terra. A maior destas estrelas tem uma vida muito curta e evoluirá tornando-se numa supernova.
Dentro de aproximadamente 100 mil anos, a maior parte do gás e do pó será expulso. O material que fique sem expulsar formará um aglomerado estelar aberto novo, um cúmulo brilhante e estrelas novas rodeadas de tênues filamentos do antigo cúmulo. As Plêiades são um exemplo conhecido de um aglomerado estelar aberto deste tipo.